# نبوءة راغناروك (مسلسل)
راجناروك هو مسلسل درامي خيالي نرويجي من إنتاجِ شركة سام الدنماركيّة للإنتاج. عُرض المسلسل لأول مرة في 31 كانون الثاني/يناير 2020 على منصّة نتفليكس، و تم صدور الموسمٍ الثاني للمسلسل في 27 مايو 2021 وتم تجديد المسلسل لموسم ثالث تحت اسم نبوءة راجناروك. يحكي المسلسل قصّةً تدور أحداثها في بلدة إيدا النرويجية الخيالية والتي تقعُ في غرب النرويج. تُعاني هذه البلدة من الاحتباس الحراري و‌التلوث الصناعي الناجمِ عن المصانع المملوكة لعائلة يوتيول التي تُعدُّ خامس أغنى عائلةٍ في النرويج. في الواقع فعائلة يوتيول مختلفة كثيرًا عن باقي سكّان البلدة؛ حيثُ يتمتع أفراد الأسرة – والبالغِ عددهم أربعة – بمهاراتٍ خياليّة على اعتبارِ أنهم خَلَفٌ للعمالقة حسبَ ما هو مذكورٌ في الميثولوجيا النورديّة. تُواجه عائلة يوتيول عددًا من المشاكل بدءًا من اكتشافِ عددٍ قليلٍ من سكّان البلدة الصغيرة مسؤولية مصانع الأسرة فيما لحق ويلحقُ بالبلدة من دمارٍ؛ فضلًا عن ظهور شابٍ يُدعى ماغنا والذي يتحدَّاهم بعدما يتأكَّدُ من أنه تجسيدٌ لثور ليُقرِّر البدء في قتالِ أولئك الذين يدمرون الكوكب. جديرٌ بالذكرِ هنا أن القِصَّة مستوحاةٌ من الميثولوجيا الإسكندنافية.

## القصّة
يعودُ الشاب ماغنا ووالدته وشقيقه الأصغر لوريتس إلى بلدةِ إيدا النرويجيّة بعد سنواتٍ عديدةٍ من الغياب. تُوفيّ ربُّ الأسرة قبل عدّة سنواتٍ؛ فهاجروا البلدة قبل أن يعودوا لها في وقتٍ لاحقٍ. بينما كانت تقودُ الأم السيّارة نحوَ إيدا؛ تحصلُ مشكلة بعدما يظهرُ رجلٌ عجوزٌ وسط الطريق ليترجَّل ماغنا بغرض مساعدته لكن زوجة العجوز تلمحُ ماغنا فتقتربُ منه ثم تمنحهُ بطريقة غريبةٍ قوة ما.
يلتحقُ الأخوانِ بالمدرسة الثانوية المحلية؛ ثم سُرعان ما يُطوِّر ماغنا من علاقتهِ بشابةٍ تُدعى إيزولدا وتشتهرُ بمدافعتها عنِ البيئة. تموتُ هذه الأخيرة فيما قالت الشرطة إنه حادث سقوطٍ من فوق الجبل بينما يُشكّك ماغنا في الرواية ويبدأ في البحثِ الحقيقة. في ليلة وفاة إيزولدا؛ يكتشفُ ماغنا بعضًا من مهاراتهِ عن الطريق الصدفةِ لا غير وذلك بعدما رمي مطرقةً نحو السماء قبل أن يكتشفَ أنها قطعت مئات الأمتار ثم استقرّت فوق زجاجة سيارة يوتيول.
على الجانبِ المقابل؛ يُطوّر ابن يوتيول علاقةً مع شابةٍ تُدعى غراي والتي تلمحُ بدورها شيئًا غريبًا في تلكَ العائلة بعدما طالعت صورًا لأفرادِ الأسرة تعود إلى قرنٍ من الزمان دون أيّ تغييرٍ في ملامح الأفراد بين الماضي البعيد والحاضر. يُواصل ماغنا اكتشاف مهاراتهِ في الركضِ بسرعةٍ فائقةٍ وقدرات جسده الخياليّة في تحمّل الإصابات مهما كان نوعها وشدّتها.
يُواصل الشابُّ ماغنا البحث عن السببِ الحقيقي الذي أدّى لوفاةِ إيزولدا؛ ليكتشف هو الآخر دور عائلة يوتيول في مشكلة تلوث المياه في بلدة إيدا قبل أن يُقرّر رسميًا الدخول في معركةٍ مع فيدار يوتيول الذي فطنَ هو الآخر للقدرات التي يتمتّعُ بها ماغنا والذي جعلتهُ يشكُّ في كونهِ خلفَ ثور.

## البطولة

### الأدوار الرئيسية
- ديفيد ستاكستون في دور ماغنا
- جوناس ستراند جرافلي في دور لوريتس
- هيرمان تومرياس في دور فاخور يوتيول
- تيريزا فروستاد إيغيسبو في دور ساكسا
- إيما بونس في دور غراي
- هنرييت ستينستروب في دورة والدةِ ماغنا
- جيسلي جارسون في دور فيدار يوتيول
- سينوف ماكودي لوند في دور ران يوتيول

### الأدوار الثانويّة
- يلفا ثيدين في دورِ إيزولدا
- أود ويليامسون في دور إريك والد إيزولدا
- بيورن سوندكويست في دور أودين

## قائمة الحلقات
6 حلقات

## الاستقبال
حصل المسلسلُ على تقييم 7.6 على قاعدة بيانات الأفلام على الإنترنت؛ فيما قيَّمت مجلّة وايرد المسلسل بالقول إنّه «مسلسلٌ خيالي غريبُ الأطوار»، بينما قارنهُ موقع إيه. في. كلوب بأفلام ومسلسلات أخرى تطرّقت لنفسِ الموضوع تقريبًا. تعرّض المسلسل في المقابل لبعضِ الانتقادات من بعض وسائل الإعلام النرويجية؛ حيثُ وُصفَ من قِبل صحيفة فيردينس غانغ بـ «الغير منطقي» قائلةً إن اختيار الشخصيات كان فاشلًا ونفس الأمر بالنسبة للسيناريو كما انتقدتهُ في اللغة مؤكّدةً – أي الصحيفة – على أنه كان باللغة النرويجية إلا أن كُثُرًا شعروا أنه بالدانماركية. أثنت صحيفة داغبلادت على المسلسل قائلةً إنه يُشبه إلى حدٍ ما مسلسل عار الذي صدر عام 2015 من ناحيّةِ تطرقه لبعض الأساطير القديمة.

## روابط خارجية
- نبوءة راغناروك على موقع IMDb (الإنجليزية)
- نبوءة راغناروك على موقع ميتاكريتيك (الإنجليزية)
- نبوءة راغناروك على موقع روتن توميتوز (الإنجليزية)
- نبوءة راغناروك على موقع نتفليكس (الإنجليزية)
- نبوءة راغناروك على موقع كينوبويسك (الروسية)
- نبوءة راغناروك على موقع ألو سيني (الفرنسية)
- نبوءة راغناروك على موقع قاعدة بيانات الفيلم (الإنجليزية)